# Odds
Odds (kansverhouding) is een aan het Engels ontleende term die in het Nederlands ook wel 'quoteringen' wordt genoemd. Het wordt vooral bij weddenschappen gehanteerd om de kans op een gebeurtenis of uitspraak aan te geven. Men spreekt van de odds voor en ook van de odds tegen. De odds voor een gebeurtenis is de verhouding van de kansen dat de gebeurtenis plaatsvindt en dat de gebeurtenis niet plaatsvindt. De odds tegen een gebeurtenis is eenvoudigweg de omgekeerde verhouding. Traditioneel worden de odds uitgedrukt als een paar gehele getallen, in de vorm van het ene getal tegen het andere. 
Acht men het optreden van een gebeurtenis drie maal zo waarschijnlijk als het niet optreden, dan zijn de odds dus 3 tegen 1, ook uitgedrukt als 3:1. De veronderstelde kans van optreden is in dit geval 3/4, een in veel gevallen lastiger te hanteren getal dan de odds.
Hoewel de odds formeel opgevat kunnen worden als het quotiënt van de kans p van optreden en de kans 1-p van niet optreden, is het niet gebruikelijk zo over de odds te spreken.

## Formaten
Kansverhoudingen bij een gokspel worden meestal aangegeven in een of meer van de volgende drie formaten: decimale verhoudingen, Amerikaanse verhoudingen en breukverhoudingen.
Een decimale verhouding geeft aan welke fractie van de inzet wordt terugbetaald met inbegrip van de inzet. Dit is het traditionele formaat in Australië en Canada en op het Europese vasteland, maar het wint ook terrein in het Verenigd Koninkrijk.
Een Amerikaanse verhouding is een positief of een negatief getal naargelang de odds tegen, respectievelijk voor zijn. Bij odds tegen geven ze aan hoeveel honderdsten van de inzet worden uitbetaald bovenop de inzet; bij odds voor geven ze aan hoeveel je moet inzetten (negatief getal) om 100 eenheden winst te maken. Gelijke odds worden hier als odds tegen beschouwd, wat neerkomt op de Amerikaanse verhouding +100.
Een breukverhouding geeft de omgekeerde fractie aan van de inzet die wordt terugbetaald bovenop de inzet. Dit is het traditionele formaat in het Verenigd Koninkrijk, hoewel steeds meer Britse bookmakers overschakelen op decimalen. Breukverhoudingen worden altijd gelezen met het grootste getal eerst, gevolgd door het woord 'against' (odds tegen) of 'on' (odds voor); dus 6/5 is 'six to five on' en 5/6 is 'six to five against'.

## Voorbeeld
Odds worden bepaald door zeer veel verschillende factoren. Onderlinge ontmoetingen, transferwaarde van de atleten, wedpatronen van andere gokkers, de mening en het bedrijfsmodel van het wedkantoor zijn maar enkele voorbeelden die de odds bepalen. Stel dat de inschatting wordt gemaakt dat de kans 80% is dat de weddenschap winnend is. 
Een denkbeeldige bookmaker die geen winstmarge inbouwt, zou voor een inzet van 1 euro een winst van 25 cent bovenop de inzet uitkeren. De decimale verhouding is dan 1,25; de Amerikaanse verhouding is -400 en de breukverhouding is 4/1 (uitgesproken als 'four to one on').